# キャノン級護衛駆逐艦
| キャノン級護衛駆逐艦 | キャノン級護衛駆逐艦           | キャノン級護衛駆逐艦           |
| -------------------- | ------------------------------ | ------------------------------ |
|                      |                                |                                |
| 艦級概観             |                                |                                |
| 艦種                 | 護衛駆逐艦                     | 護衛駆逐艦                     |
| 艦名                 | 海軍功労者                     | 海軍功労者                     |
| 建造数               | 80隻（うち8隻中途キャンセル）  | 80隻（うち8隻中途キャンセル）  |
| 運用者               | アメリカ海軍 ほか多数          | アメリカ海軍 ほか多数          |
| 就役期間             | 1943年 - 1974年                | 1943年 - 1974年                |
| 就役期間             | 1955年 - 1975年                |                                |
| 就役期間             | 1978年 - 2018年                |                                |
| 前級                 | バックレイ級（TE型）           | バックレイ級（TE型）           |
| 次級                 | エドサル級（FMR型）            | エドサル級（FMR型）            |
| 主要諸元例           |                                |                                |
| 排水量               | 基準：1,240トン                | 基準：1,240トン                |
| 排水量               | 満載：1,620トン                |                                |
| 全長                 | 93.27 m                        | 93.27 m                        |
| 全幅                 | 11.20 m                        | 11.20 m                        |
| 深さ                 | 6.1 m                          | 6.1 m                          |
| 吃水                 | 2.52 m                         | 2.52 m                         |
| 機関                 | ディーゼル・エレクトリック方式 | ディーゼル・エレクトリック方式 |
| 機関                 | GM16-278Aディーゼルエンジン    | 4基                            |
| 機関                 | GM8-268発電機（1,200kW）       | 4基                            |
| 機関                 | 電動機（1,500hp）              | 4基                            |
| 機関                 | スクリュープロペラ             | 2軸                            |
| 速力                 | 21 ノット                      | 21 ノット                      |
| 航続距離             | 10,800海里 (12kt巡航時)        | 10,800海里 (12kt巡航時)        |
| 乗員                 | 186名（通常時）/ 220名（戦時） | 186名（通常時）/ 220名（戦時） |
| 兵装                 | Mk.22 3インチ単装緩射砲        | 3基                            |
| 兵装                 | 40mm連装機銃                   | 1基                            |
| 兵装                 | 20mm単装機銃                   | 8基                            |
| 兵装                 | ヘッジホッグ対潜迫撃砲         | 1基                            |
| 兵装                 | 片舷用爆雷投射機（K砲）        | 8基                            |
| 兵装                 | Mk.9爆雷投下軌条               | 2条                            |
| 兵装                 | 533mm3連装魚雷発射管           | 1基                            |
| GFCS                 | Mk.52 (3インチ砲用)            | 1基                            |
| GFCS                 | Mk.51 (40mm機銃用)             | 1基                            |
| レーダー             | SA 対空捜索用                  | 1基                            |
| レーダー             | SL 対水上捜索用                | 1基                            |
| ソナー               | QC 探信儀                      | 1基                            |
| 電子戦               | 短波方向探知機 (HF/DF)         | 短波方向探知機 (HF/DF)         |

キャノン級護衛駆逐艦（キャノンきゅうごえいくちくかん、英語: Cannon-class Destroyer Escorts）は、アメリカ海軍が建造・保有した護衛駆逐艦。主機方式・配置からDET型とも呼ばれる。
72隻が建造され、アメリカ合衆国をはじめとする13ヶ国の海軍で運用された。なお、ネームシップの艦名はジョージ・H・キャノン少尉に由来する。

## 設計
本級の設計は、バックレイ級の長船体に、短船体型のエヴァーツ級の機関を組み合わせたものと言える。ただし、燃料搭載量の増大（エヴァーツ級の126トンから279トンへ）により、航続距離は、両級よりも増大している。
上記の通り、主機構成はエヴァーツ級と同様で、4基のゼネラルモーターズ社製2ストロークV型16気筒ディーゼルエンジンが、それぞれ直結されたGM8-268発電機（出力1,200kW、直流）を駆動して発電するものとされている。推進軸は2軸、それぞれに2基の電動機が串型に装備されている。機関部は2区画で構成され、左右にタンデム配置とされており、これが本級の型名の由来となっている（DET: Diesel Electric Tandem）。

## 装備
武器システムについては、おおむね、長船体のバックレイ級に準じたものとされている。Mk.22 3インチ単装緩射砲は、艦首甲板と前部甲板室上に背負式に1基ずつ、また艦尾甲板にも1基と、計3基を備えている。主砲用の主方位盤は艦橋上に設置されており、測距レーダーを備えたMk.52や、より本格的な射撃指揮レーダーを備えたMk.57（直視式）またはMk.63（斜視式）など、対空射撃を主とする機種が搭載された。
40mm機銃は、当初は上部構造物後端に連装砲架として搭載し、その直前にMk.51 射撃指揮装置を1基配していた。しかし第二次世界大戦末期には雷撃の機会がなくなったことから、煙突後方の上部構造物上に設置されていた3連装長魚雷発射管を撤去して、ここにも単装ないし連装の砲架と方位盤を配した艦が多くなった。また近接防空用の20mm機銃も多数が搭載された。

## 配備
本級は、116隻が計画されたが、実際に発注されたのは80隻で、さらに8隻が起工後にキャンセルされたことから、実際に竣工したのは下記の72隻である。
- DE-99 〜 DE-113
- DE-162 〜 DE-197
- DE-739 〜 DE-750
- DE-763 〜 DE-771

このうち、6隻が自由フランス海軍に、8隻がブラジル海軍に供与され、残りはアメリカ海軍に編入された。アメリカ海軍での運用は1943年から開始され、太平洋戦線および大西洋戦線で主に船団護衛や哨戒任務に従事した。その後、海軍の規模の縮小に伴って50年ごろより退役しはじめ、1974年までに全艦が除籍された。また除籍に伴い、相当数が他国に供与された。あさひ型護衛艦は、供与された艦のひとつである。

### 運用者
- アメリカ海軍
- フランス海軍：6隻（供与）
- ブラジル海軍：8隻（供与）
- ギリシャ海軍：1隻（供与）
- 海上自衛隊：2隻（貸与；初代あさひ型護衛艦、後にフィリピン海軍へ）
- 大韓民国海軍
- フィリピン海軍：3隻（供与；海上自衛隊経由艦を含む）
- 中華民国海軍
- タイ海軍
- イタリア海軍：3隻（供与：アルデバラン級フリゲート）
- ペルー海軍
- ウルグアイ海軍
- オランダ海軍

## 登場作品
『真夏のオリオン』
架空艦「DE-766 パーシバル」が登場。主人公が艦長を務める架空の潜水艦「イ-77」と戦闘を繰り広げる。
撮影には、博物館に保管されていた「DE-766 スレーター」が使用されている。